# NGC 7531
NGC 7531 је спирална галаксија у сазвежђу Ждрал која се налази на NGC листи објеката дубоког неба.
Деклинација објекта је - 43° 35' 56" а ректасцензија 23h 14m 48,4s. Привидна величина (магнитуда) објекта NGC 7531 износи 11,3 а фотографска магнитуда 12,1. Налази се на удаљености од 22,257 милиона парсека од Сунца. NGC 7531 је још познат и под ознакама ESO 291-10, MCG -7-47-25, IRAS 23120-4352, PGC 70800.